# بزمجه حرا
 بزمجه حرا(نام علمی: Varanus indicus) نام یک گونه از سرده بزمجه است.